# 我瞞的聖誕
《我瞞的聖誕》（英語：Our Little Secret）是2024年Netflix原創美國聖誕浪漫喜劇電影，由史蒂芬·哈瑞克執導、海莉·德多米尼西斯（Hailey DeDominicis）編劇。劇情講述一對情侶分手多年後，在聚會上發現彼此的現任交往對象是同一家人。領銜主演為琳賽·蘿涵（兼執行製作人），其他演員陣容包括伊恩·哈丁、克莉絲汀·錢諾維斯、丹·布卡廷斯基、強·魯尼斯基、凱蒂·貝克（Katie Baker）、提姆·麥道斯、茱蒂·雷耶斯以及克里斯·帕內爾。本電影是繼《聖誕傾情》（2022年）和《愛爾蘭之願》（2024年）後，蘿涵第三部擔綱主演兼執行製作的Netflix原創電影。
電影於2024年11月27日在全球Netflix同步上映。

## 劇情提要
艾芙莉（琳賽·蘿涵飾）受到男友卡梅倫（強·魯尼斯基飾）邀請到摩根家參加聖誕聚會。她在聚會上遇見了前男友羅根（伊恩·哈丁飾），得知他正在和卡梅倫的妹妹交往。艾芙莉和羅根必須一起掩蓋事實，避免被摩根家的女主人艾瑞卡（克莉絲汀·錢諾維斯飾）揭穿秘密。

## 演員及角色
- 琳賽·蘿涵 飾演 艾芙莉·貝克（Avery Becker）：羅根的前任女友。
- 伊恩·哈丁 飾演 羅根·哈丁（Logan Harding）：建築師，艾芙莉的前任男友。
- 強·魯尼斯基（英语：Jon Rudnitsky） 飾演 卡梅倫·摩根（Cameron Morgan）：艾芙莉的現任男友。
- 凱蒂·貝克（Katie Baker）飾演 卡絲·摩根（Cassie Morgan）：卡梅倫的妹妹，羅根的現任女友。
- 亨利·茲尼 飾演 米契爾（Mitchell）：艾芙莉的父親。
- 克莉絲汀·錢諾維斯 飾演 艾瑞卡·摩根（Erica Morgan）：卡梅倫和卡絲的母親。
- 丹·布卡廷斯基 飾演 倫納德·摩根（Leonard Morgan）：卡梅倫和卡絲的父親。
- 提姆·麥道斯（英语：Tim Meadows） 飾演 斯坦（Stan）：摩根家的朋友。
- 茱蒂·雷耶斯（英语：Judy Reyes） 飾演 瑪格麗特（Margaret）：斯坦的妻子。
- 傑克·布倫南（Jake Brennan）飾演 卡倫·摩根（Callum Morgan）：卡梅倫的弟弟。
- 艾許·桑托斯（英语：Ash Santos） 飾演 蘇菲（Sophie）：斯坦和瑪格麗特的女兒，卡梅倫的青梅竹馬。
- 梅琳達·坦納（Melinda Tanner）飾演 艾達（Ida）：羅根的祖母。
- 芭比·伊克斯（英语：Bobbie Eakes） 飾演 雪柔（Cheryl）：羅根的母親。
- 米姆·德魯 飾演 蘇珊（Susan）：米契爾的伴侶。
- 克里斯·帕內爾 飾演 獸醫
- 布萊恩·昂格（英语：Brian Unger） 飾演 保羅（Paul）：羅根的上司。
- 寇特·余（Kurt Yue）飾演 神父

## 製作
2024年1月22日，Netflix宣布琳賽·蘿涵將主演電影《我瞞的聖誕》，同時電影已在亞特蘭大進行主體拍攝。本電影是海莉·德多米尼西斯（Hailey DeDominicis）的編劇處女作，由史蒂芬·哈瑞克執導，麥克·艾略特和麗莎·古丁（Lisa Gooding）共同監製，約瑟夫·吉尼爾擔任執行製作人。電影原聲帶由年輕的鋼琴家艾蜜莉·貝爾操刀配樂。其他演員陣容包括克莉絲汀·錢諾維斯、伊恩·哈丁、強·魯尼斯基、克里斯·帕內爾、提姆·麥道斯、丹·布卡廷斯基、亨利·茲尼、凱蒂·貝克（Katie Baker）、艾許·桑托斯、傑克·布倫南（Jake Brennan）和布萊恩·昂格等人。
提姆·麥道斯曾在琳賽·蘿涵的代表作《辣妹過招》飾演杜瓦校長（Ron Duvall），這是兩人睽違20年後再度同框出演電影。本電影是琳賽·蘿涵與Netflix於2022年3月簽訂合作契約的項目之一，也是蘿涵繼《聖誕傾情》（2022年）和《愛爾蘭之願》（2024年）之後，第三部擔綱主演兼執行製作的Netflix浪漫喜劇電影。

## 發行
《我瞞的聖誕》定於2024年11月27日在Netflix上映，同日也在洛杉磯的海灣影城（Bay Theater）院線上映。

## 外部連結
- 在Netflix上觀看《我瞞的聖誕》
- 互联网电影数据库（IMDb）上《我瞞的聖誕》的资料（英文）
- 豆瓣电影上《我瞞的聖誕》的資料 （简体中文）